# Civil and Military Gazette
The Civil and Military Gazette (с англ. — «Гражданская и военная газета», CMG) — ежедневная газета, выпускавшаяся в провинции Пенджаб Британской Индии с 1872 года. Издание выходило в Лахоре, Шимле и Карачи вплоть до 1963 года.

## История
The Civil and Military Gazette была основана в 1872 в результате слияния агрской газеты «Mofussilman» и лахорских «Lahore Chronicle», «Punjab Times» и «Indian Public Opinion». В Шимле газету выпускали до 1949 года, редакция в Карачи же существовала совсем недолго с февраля 1949 по март 1953. В Лахоре издание существовало вплоть до 1963.
В газете в первую очередь публиковались официальные материалы британской администрации, затем шли мировые новости и сообщения о жизни местного английского сообщества. Жизнь индусов, мусульман и сикхов здесь почти не затрагивали, кроме разве что расовых столкновений местных и их религиозных праздников.

## Редьярд Киплинги его работа в CMG
Газета в основном известна благодаря Редьярду Киплингу. Он попал в лахорскую редакцию в 1882 году по протекции отца, Джона Локвуда Киплинга. Civil and Military Gazette была совсем небольшой, Р. Киплинг, по своим словам, являлся «пятьюдесятью процентами редакторского состава». Интересы молодого автора выбивались за пределы замкнутой англо-индийской аристократии. Так Ч. Карингтон отмечал, что "юный газетчик был известен тем, что знал о жизни простолюдинов в Лахоре больше, чем полиция, и серьёзно изучал самое «дно»
«Я бродил до рассвета по всевозможным случайным заведениям: рюмочным, игорным притонам и курильням опиума, которые совсем не таинственны и загадочны;я наблюдал за уличными танцами и кукольными представлениями»
В 1882, когда Киплинг начал свою работу, главным редактором был Стивен Уиллер, недолюбливавший смелый стиль молодого корреспондента. В 1886 Уиллер вернулся в Англию, его место занял Кей Робинсон. Новый редактор дал больше творческой свободы, и Киплингу разрешили публиковать свои маленькие новеллы в CMG. С ноября 1886 по июнь 1887 в газете были выпущены 28 рассказов из цикла «Обычные сказки с холмов, среди них: «Лиспет».
Вскоре Киплингу предложили работу в газете The Pioneer в Аллахабаде. Он ушел из The Civil and Military Gazette в 1887.